# NGC 1938
NGC 1938 is een open sterrenhoop in het sterrenbeeld Tafelberg. Het hemelobject werd op 24 september 1826 ontdekt door de Schotse astronoom James Dunlop.

## Synoniemen
- ESO 56-SC108